# John Rogers (Jurist)
John Rogers (* 11. September 1947 in Dublin, Irland) ist ein irischer Rechtsanwalt (Barrister) und war von 1984 bis 1987 Attorney General of Ireland.

## Biographie
Rogers studierte am Trinity College Dublin, nachdem er seine Collegezeit am Rockwell College absolviert hatte. 1973 wurde er zur Rechtsanwaltschaft zugelassen. Als er am 13. Dezember 1984 zum Attorney General of Ireland (Generalstaatsanwalt) ernannt wurde, erhielt er zugleich die Ernennung zum Senior Counsel. Grundsätzlich waren die Generalstaatsanwälte vor und nach ihm bereits mehrere Jahre als Senior Counsel ernannt gewesen, bevor sie Generalstaatsanwälte wurden.
Nach der Zeit als Attorney General arbeitete er wieder als Prozessanwalt. 1997 verlor er für zwei Jahre seine Fahrerlaubnis, nachdem er betrunken die zulässige Höchstgeschwindigkeit um das doppelte überschritten hatte.